# 第3次小泉内閣
第3次小泉内閣（だいさんじこいずみないかく）は、衆議院議員、自由民主党総裁の小泉純一郎が第89代内閣総理大臣に任命され、2005年（平成17年）9月21日から同年10月31日まで続いた日本の内閣。
第44回衆議院議員総選挙（郵政解散）における大勝を受けて、第2次小泉改造内閣の閣僚を全員再任して発足した。郵政民営化関連法案が成立するまでのつなぎ内閣とされ、翌月に内閣改造が行われた。

## 国務大臣
| 職名                                                      | 氏名 | 氏名       | 所属                               | 特命事項等                                         | 備考                |
| --------------------------------------------------------- | ---- | ---------- | ---------------------------------- | -------------------------------------------------- | ------------------- |
| 内閣総理大臣                                              |      | 小泉純一郎 | 衆議院 自由民主党                  |                                                    | 再任 自由民主党総裁 |
| 総務大臣                                                  |      | 麻生太郎   | 衆議院 自由民主党 （河野グループ） | 国民スポーツ担当 内閣総理大臣臨時代理就任順位第3位 | 再任                |
| 法務大臣 内閣府特命担当大臣 （青少年育成及び少子化対策）  |      | 南野知惠子 | 参議院 自由民主党 （森派）         |                                                    | 再任                |
| 外務大臣                                                  |      | 町村信孝   | 衆議院 自由民主党 （森派）         | 内閣総理大臣臨時代理就任順位第5位                  | 再任                |
| 財務大臣                                                  |      | 谷垣禎一   | 衆議院 自由民主党 （谷垣派）       | 内閣総理大臣臨時代理就任順位第2位                  | 再任                |
| 文部科学大臣                                              |      | 中山成彬   | 衆議院 自由民主党 （森派）         | 国立国会図書館連絡調整委員会委員                   | 再任                |
| 厚生労働大臣                                              |      | 尾辻秀久   | 参議院 自由民主党 （津島派）       |                                                    | 再任                |
| 農林水産大臣                                              |      | 岩永峯一   | 衆議院 自由民主党 （旧堀内派）     |                                                    | 再任                |
| 経済産業大臣                                              |      | 中川昭一   | 衆議院 自由民主党 （伊吹派）       | 国際博覧会担当 内閣総理大臣臨時代理就任順位第4位   | 再任                |
| 国土交通大臣                                              |      | 北側一雄   | 衆議院 公明党                      | 首都機能移転担当 観光立国担当                      | 再任                |
| 環境大臣 内閣府特命担当大臣 （沖縄及び北方対策）          |      | 小池百合子 | 衆議院 自由民主党 （森派）         | 地球環境問題担当                                   | 再任                |
| 内閣官房長官 内閣府特命担当大臣 （男女共同参画）          |      | 細田博之   | 衆議院 自由民主党 （森派）         | 内閣総理大臣臨時代理就任順位第1位                  | 再任                |
| 国家公安委員会委員長 内閣府特命担当大臣 （防災）          |      | 村田吉隆   | 衆議院 自由民主党 （旧堀内派）     | 有事法制担当                                       | 再任                |
| 防衛庁長官                                                |      | 大野功統   | 衆議院 自由民主党 （山崎派）       |                                                    | 再任                |
| 内閣府特命担当大臣 （金融）                               |      | 伊藤逹也   | 衆議院 自由民主党 （津島派）       |                                                    | 再任                |
| 内閣府特命担当大臣 （経済財政政策）                       |      | 竹中平蔵   | 参議院 自由民主党 （無派閥）       | 郵政民営化担当                                     | 再任                |
| 内閣府特命担当大臣 （規制改革） （産業再生機構）          |      | 村上誠一郎 | 衆議院 自由民主党 （高村派）       | 行政改革担当 構造改革特区・地域再生担当            | 再任                |
| 内閣府特命担当大臣 （科学技術政策） （食品安全） （食育） |      | 棚橋泰文   | 衆議院 自由民主党 （津島派）       | 情報通信技術（IT）担当                             | 再任                |

## 内閣官房副長官等
- 内閣総理大臣補佐官（都市再生担当） - 牧野徹
- 内閣総理大臣補佐官（郵政民営化担当） - 渡辺好明
- 内閣官房副長官 - 杉浦正健
- 内閣官房副長官 - 山崎正昭
- 内閣官房副長官 - 二橋正弘
- 内閣危機管理監 - 野田健
- 内閣法制局長官 - 阪田雅裕

## 副大臣
9月22日任命。
- 内閣府副大臣 - 七条明、西川公也、林田彪
- 防衛庁副長官 - 今津寛
- 総務副大臣 - 今井宏、山本公一
- 法務副大臣 - 富田茂之
- 外務副大臣 - 逢沢一郎、谷川秀善
- 財務副大臣 - 上田勇、田野瀬良太郎
- 文部科学副大臣 - 小島敏男、塩谷立
- 厚生労働副大臣 - 中野清、西博義
- 農林水産副大臣 - 宮腰光寛、常田享詳
- 経済産業副大臣 - 小此木八郎、保坂三蔵
- 国土交通副大臣 - 江﨑鐵磨、岩井國臣
- 環境副大臣 - 高野博師

## 大臣政務官
9月22日任命。
- 内閣府大臣政務官 - 江渡聡徳、木村勉、西銘順志郎
- 防衛庁長官政務官 - 北村誠吾、愛知治郎
- 総務大臣政務官 - 増原義剛、松本純、山本保
- 法務大臣政務官 - 三ッ林隆志
- 外務大臣政務官 - 小野寺五典、河井克行、福島啓史郎
- 財務大臣政務官 - 倉田雅年、段本幸男
- 文部科学大臣政務官 - 下村博文、小泉顕雄
- 厚生労働大臣政務官 - 西川京子、藤井基之
- 農林水産大臣政務官 - 大口善徳、加治屋義人
- 経済産業大臣政務官 - 平田耕一、山本明彦
- 国土交通大臣政務官 - 石田真敏、中野正志、伊達忠一
- 環境大臣政務官 - 竹下亘